# Provincia di Ciego de Ávila
La provincia di Ciego de Ávila è una delle province di Cuba, era precedentemente parte della provincia di Camagüey. Il suo capoluogo è Ciego de Ávila, che si trova sulla Carretera Central (autostrada centrale), la seconda città per importanza è Morón, più a nord.
La provincia fu separata dalla provincia di Camagüey nel 1975 per decisione governativa.

## Comuni
La provincia di Ciego de Ávila comprende 10 comuni.
| Comune           | Popolazione (2004) | Superficie (km²) | Localizzazione          | Note      |
| ---------------- | ------------------ | ---------------- | ----------------------- | --------- |
| Baraguá          | 32408              | 728              | 21.682222°N 78.624444°W | Gaspar    |
| Bolivia          | 16612              | 918              | 22.075°N 78.350278°W    |           |
| Chambas          | 39868              | 769              | 22.196667°N 78.913056°W |           |
| Ciego de Ávila   | 135736             | 445              | 21.848056°N 78.762778°W | Capoluogo |
| Ciro Redondo     | 29560              | 588              | 22.018889°N 78.702778°W |           |
| Florencia        | 19811              | 286              | 22.1475°N 78.966944°W   |           |
| Majagua          | 26617              | 544              | 21.924444°N 78.990556°W |           |
| Morón            | 60612              | 615              | 22.110833°N 78.627778°W |           |
| Primero de Enero | 27813              | 713              | 21.945278°N 78.418889°W |           |
| Venezuela        | 27333              | 716              | 21.751111°N 78.778889°W |           |